# 八田裕二郎

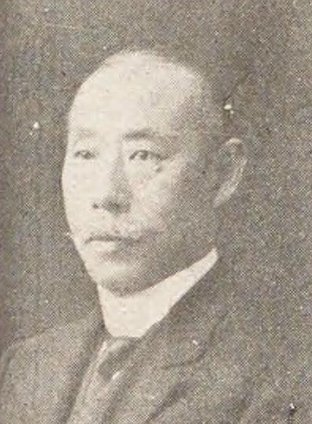
八田裕二郎

八田 裕二郎（はった ゆうじろう、嘉永2年11月17日（1849年12月31日） - 昭和5年（1930年）1月23日）は、日本の海軍軍人。衆議院議員（立憲政友会→公正会→憲政会）。

## 経歴
福井市出身。八田家は越前福井城主・松平家の家臣の家柄。1869年（明治2年）海軍兵学寮に入った後、1871年（明治4年）に東郷平八郎と共にイギリスへ留学。1878年（明治11年）にグリニッジ海軍大学を卒業した。海軍では大佐まで累進し、その間に東伏見宮付武官、イギリス公使館付武官、フランス公使館付武官を務めた。退役後は育英事業・船舶事業に従事する。
1912年（明治45年）、第11回衆議院議員総選挙に出馬し当選。続く第12回衆議院議員総選挙でも再選された。正六位、勲四等。
1893年（明治26年）、軽井沢に初めて別荘を建てた日本人としても知られる。その木造二階建ての建物は2014年（平成26年）に保存のため軽井沢町へ寄贈され、八田別荘の名称で令和の今も現存している。

## 家族・親族
妻・ためは百瀬彌十郎の五女。長女・あいは森村商事重役の田中實に、二女・榮は田中銀行取締役の田中銀之助に、三女とめは土屋禎二に、四女・重子は深田銀行頭取・深田米次郎の長男・謙介に、五女・清子は横浜正金銀行勤務の豊間根繁直に、六女・徳子は慶應義塾大学教授の野村兼太郎に嫁いだ。